# Décès en 864
Décès
- 860
- 861
- 862
- 863
- 864
- 865
- 866
- 867
- 868

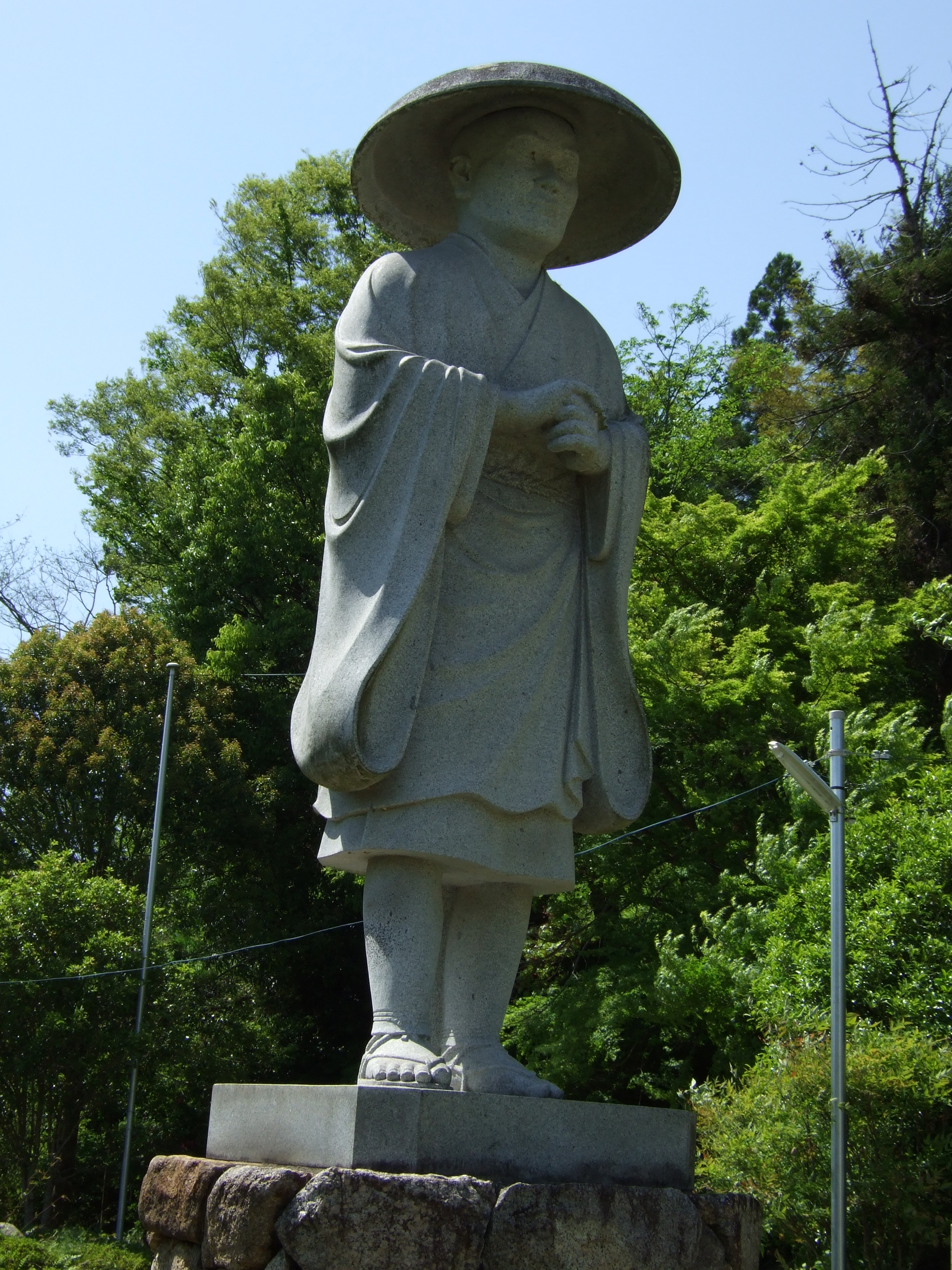
Statue d'Ennin mort en 864.

Cette page dresse une liste de personnalités mortes au cours de l'année 864 :
- 24 février : Ennin, grand patriarche bouddhiste japonais de l'école Tendai.

- Arnaud de Vasconie, duc de Vasconie.
- Démétrius II d'Abkhazie, roi d'Abkhazie.
- Irmengarde de Germanie, fille de l'empereur Lothaire Ier.
- Sanche II Sanche de Vasconie, comte de Vasconie citérieure.
- Serge Ier de Naples, duc de Naples.
- Pietro Tradonico, 13e doge de Venise.
- Yahya ben Muhammad, sultan idrisside.

## Crédit d'auteurs
- Cet article est partiellement ou en totalité issu de l'article intitulé « 864 » (voir la liste des auteurs).